# 音更町立音更中学校
音更町立音更中学校（おとふけちょうりつおとふけちゅうがっこう）は、北海道河東郡音更町雄飛ケ丘1に所在する公立の中学校。